# Alto Abedules
Alto Abedules är ett berg i Spanien.   Det ligger i provinsen Provincia de Cantabria och regionen Kantabrien, i den norra delen av landet, 300 km norr om huvudstaden Madrid. Toppen på Alto Abedules är 1 357 meter över havet.
Terrängen runt Alto Abedules är huvudsakligen kuperad, men västerut är den bergig. Runt Alto Abedules är det ganska glesbefolkat, med 25 invånare per kvadratkilometer. Närmaste större samhälle är Reinosa, 10,2 km söder om Alto Abedules. Omgivningarna runt Alto Abedules är en mosaik av jordbruksmark och naturlig växtlighet.